# VRS-804
A RS-804, também conhecida como Estrada dos Imigrantes, e com nome oficial de "Estrada dos Imigrantes - Deputado Nelson Marchezan" é uma rodovia brasileira do estado do Rio Grande do Sul. A extensão total da rodovia é de 12,82 quilômetros.
Pela localização geográfica e funcionalidade, é considerada uma rodovia vicinal. A rodovia junto com a RS-511 é uma rota alternativa à RSC-287. E, também já foi palco de protestos de moradores locais contra a falta de energia elétrica prolongada.

## Percurso
| Início do Trecho                                                                         | Final do Trecho                                       | Extensão | Situação  |
| ---------------------------------------------------------------------------------------- | ----------------------------------------------------- | -------- | --------- |
| Entroncamento RSC-287 (em Palma (Santa Maria)). A Oeste acesso ao Centro de Santa Maria. | Entroncamento RS-511 (em Arroio Grande (Santa Maria)) | 5,38 km  | Asfaltado |
| Entroncamento RS-511 (em Arroio Grande (Santa Maria))                                    | Silveira Martins                                      | 7,44 km  | Asfaltado |